# 黃銘正
黃銘正（Huang Ming-cheng，1970年—），台灣電影導演，出生於台灣嘉義市。淡江大學教育資料科學學系（現為資訊與圖書館學系）畢業，後於國立台南藝術學院（現為國立台南藝術大學）音像紀錄研究所繼續進修，取得碩士學位。赴法國巴黎國際藝術村駐村擔任藝術家，曾擔任電視新聞及廣告製作公司製片，亦曾任大葉大學視傳系客座助理教授 。電影作品《野麻雀》曾獲金馬獎最佳創作短片，《城市飛行》則獲得台北電影獎獨立創作類百萬首獎。

## 作品

### 導演
- 1997：《野麻雀》
  - 民國86年度中華民國電影事業發展基金會短片輔導金補助
  - 1997台北電影節非商業映演類劇情片首獎
  - 1997第三十四屆金馬獎最佳創作短片
  - 1998第二十一屆金穗獎最佳劇情短片
  - 1998溫哥華影展觀摩
  - 1998倫敦影展觀摩
  - 1999紐約同性戀影展
  - 2003國民戲院「這個夏天颱『台』風影展」

- 1997：《嘉義阿公》 35min[2]

- 2000：《城市飛行》（16mm，56min）
  - 民國88年度電影短片及紀錄長片輔導金補助
  - 2000台北電影節獨立創作競賽首獎
  - 2001第二十四屆金穗獎優等短片
  - 2001南方影展[3]
  - 2001第二屆純十六影展
  - 2001第二屆韓國全州國際影展
  - 2001第二十五屆香港國際電影節
  - 2001第二十屆加拿大溫哥華國際影展
  - 2001第十四屆東京國際影展亞洲電影獎入圍
  - 2003國民戲院「這個夏天颱『台』風影展」

- 2002：《黑金段》（50min 紀錄片）
  - 2002南方影展[4]
- 2002：《藍色假期》（公視「人生劇展」）
- 2002：《紀錄者》（45min）[5]

- 2012：《第三個願望》（劇情片）
- 2015：《灣生回家》（紀錄片）[6]
- 2016：《傻瓜向錢衝》（劇情片）
- 2024：《尋找湯德章》（紀錄片）

## 爭議
假冒「灣生」後代的《灣生回家》監製陳宣儒（藝名田中實加）針對黃銘正提出7點提問，質疑他對《灣》片的參與度，揚言將訴諸法律。

## 外部連結
- 黃銘正在互联网电影资料库（IMDb）上的資料（英文）（英文）
- 黃銘正在香港影庫上的簡介
- 黃銘正在时光网上的簡介（简体中文）